# Operatore di Sheffer
L'operatore di Sheffer, chiamato anche negazione alternativa (o incompatibile) o anche NAND, è uno dei due operatori introdotti dal matematico statunitense Henry Maurice Sheffer (l'altro operatore è NOR).
Tale connettivo vero-funzionale corrisponde, nel linguaggio naturale, a un utilizzo differente di "o" sia dalla disgiunzione esclusiva che da quella inclusiva. In logica matematica si indica con il segno "|" interposto tra le due lettere proposizionali (es. p | q); oppure, soprattutto in informatica, con la parola logica NAND, la quale corrisponde, appunto, a "negazione di and".
Per questo motivo, la sua tavola di verità è complementare rispetto a quella della congiunzione.

## Tavola di verità
La sua tavola di verità è questa:
| p | q | p \| q |
| - | - | ------ |
| V | V | F      |
| V | F | V      |
| F | V | V      |
| F | F | V      |

## Base di connettivi
L'operatore è definito "alternativo" proprio perché, interponendo il segno, due azioni (indicate dalle lettere proposizionali) si escludono a vicenda (per esempio, "scrivi un libro oppure lo leggi").
La negazione alternativa, da sola, costituisce una base di connettivi: si possono definire gli altri connettivi a partire da questa:
Ad esempio:
- ~p è uguale per definizione a p | p;
- p v q è uguale per definizione a (p | p) | (q | q);
- p ^ q è uguale per definizione a (p | q) | (p | q);

e così per gli altri operatori (dato che (~,V) costituisce già una base di connettivi, bastano le prime due definizioni per costruire le altre).
Nel sistema assiomatico di Willard Van Orman Quine, chiamato "Nuova fondazione", l'operatore di Sheffer viene assunto come simbolo primordiale, sufficiente per definire gli altri connettivi vero-funzionali.